# Stozjer
Stozjer of Stožer (Bulgaars: Стожер) is een dorp in de Bulgaarse gemeente Dobritsjka, oblast Dobritsj. Het dorp ligt hemelsbreed 15 km ten zuiden van de regionale hoofdstad Dobritsj en 354 km ten noordoosten van Sofia.

## Bevolking
Het dorp Stozjer heeft te kampen met een bevolkingskrimp: het inwoneraantal daalde van een maximum van 1.952 personen in 1965 tot 1.230 personen in 2020.
|  |

| Etnische samenstelling van de respondenten (2011) | Etnische samenstelling van de respondenten (2011) | Etnische samenstelling van de respondenten (2011) | Etnische samenstelling van de respondenten (2011) | Etnische samenstelling van de respondenten (2011) |
| ------------------------------------------------- | ------------------------------------------------- | ------------------------------------------------- | ------------------------------------------------- | ------------------------------------------------- |
|                                                   |                                                   |                                                   |                                                   |                                                   |
| Bulgaren                                          | Bulgaren                                          |                                                   | 64,4%                                             | 64,4%                                             |
| Turken                                            | Turken                                            |                                                   | 18,4%                                             | 18,4%                                             |
| Roma                                              | Roma                                              |                                                   | 9,3%                                              | 9,3%                                              |
| Anders/Onbekend                                   | Anders/Onbekend                                   |                                                   | 7,9%                                              | 7,9%                                              |